# Max Bauer
Max Bauer (Quedlinburg, 31 gennaio 1875 – Shanghai, 6 maggio 1929) è stato un generale tedesco.

## Biografia

### I primi anni e la prima guerra mondiale
Max Bauer entrò a far parte dell'Esercito imperiale tedesco nel 1890 e già nel 1905 venne assegnato allo stato maggiore generale. Divenne un esperto in tattica d'artiglieria e durante la prima guerra mondiale diede un contributo consistente alla distruzione del forte di Liegi in Belgio nel 1914. Nel luglio del 1915 divenne capo della I sezione dello stato maggiore, interessandosi personalmente dell'ampliamento dell'industria bellica in Germania, incoraggiando anche molti militari a studiare la tattica con la pubblicazione di numerosi trattati sul tema.
Divenuto amico di Erich von Falkenhayn, successivamente cospirò contro di lui nella speranza di occuparne il posto di ministro della guerra, ma anche quando questi venne costretto alle dimissioni il 29 agosto 1916, non riuscì a scalzare la figura preminente di Paul von Hindenburg che fu il suo successore. Nel dicembre del 1916 venne onorato con la medaglia dell'Ordine Pour le Mérite, con l'aggiunta delle foglie d'alloro il 28 marzo 1918.
Dopo la guerra, Bauer partecipò al Putsch di Kapp nel 1920. Quando quest'operazione fallì, venne esiliato e successivamente lavorò come consulente militare per Unione Sovietica, Spagna e Argentina. Fece ritorno in Germania nel 1925 dopo la proclamazione di un'amnistia generale per quanti erano stati coinvolti nel putsch.

### L'esperienza cinese
Nel 1926 l'ingegnere cinese Chu Chia-hua, presidente dell'Università Sun Yat-Sen di Canton, contattò l'allora colonnello Bauer per offrirgli delle opportunità di collaborare militarmente con la Cina. L'anno successivo Bauer si recò in visita a Chiang Kai-Shek, che lo tenne presso di sé quale suo consigliere militare nella speranza di utilizzare i suoi molti contatti per ottenere nuovi mezzi bellici e assistenza industriale dalla Germania.
Nel 1928 Bauer tornò in Germania per cercare in patria di ravvicinare i contatti tra l'industria e l'esercito. Ad ogni modo, il trattato di Versailles aveva reso molto difficoltosa la ripresa dell'industria bellica in Germania in quanto molte erano risultate le limitazioni poste dai paesi vincitori del primo conflitto mondiale. Inoltre egli era una persona non gradita al governo tedesco dopo la sua partecipazione al putsch. Segretamente, ad ogni modo, Bauer continuò ad intessere rapporti tra la Germania e la Cina con una missione segreta a Nanchino.
Quando Bauer fece ritorno in Cina come consigliere militare, si preoccupò di creare molte formazioni d'esercito locali in forma di milizia, tattica non usata da Chiang Kai-Shek ma che si dimostrò fin dal principio efficace parallelamente alla creazione di un'accademia militare che venne trasferita da Nanchino a Whampoa, ponendovi a capo dei militari tedeschi esiliati come lui. Egli invitò infatti 20 ufficiali tedeschi a recarsi in Cina come istruttori per il nuovo esercito cinese, incoraggiando così lo sviluppo delle infrastrutture necessarie agli scopi bellici. Max Bauer morì di vaiolo il 6 maggio 1929 presso l'ospedale militare inglese di Shanghai e venne sepolto in Cina coi più alti onori militari; si mormorò che la sua morte fosse stata provocata di proposito da alcuni suoi nemici.

## Opere
- Der 13. März 1920. Riehn, Monaco, 1920.